# Leporinus elongatus
Leporinus elongatus är en fiskart som beskrevs av Valenciennes, 1850. Leporinus elongatus ingår i släktet Leporinus och familjen Anostomidae. Inga underarter finns listade i Catalogue of Life.